# Serrasalmidae
Serrasalmidae è una famiglia di pesci d'acqua dolce dell'ordine Characiformes. Molte specie appartenenti a questa famiglia sono conosciute comunemente col sostantivo piragna (al plurale "piragne"), più comunemente indicato coi corrispettivi portoghese e spagnolo piranha e piraña. Tali termini, pur essendo femminili, vengono spesso usati erroneamente al maschile.

## Descrizione

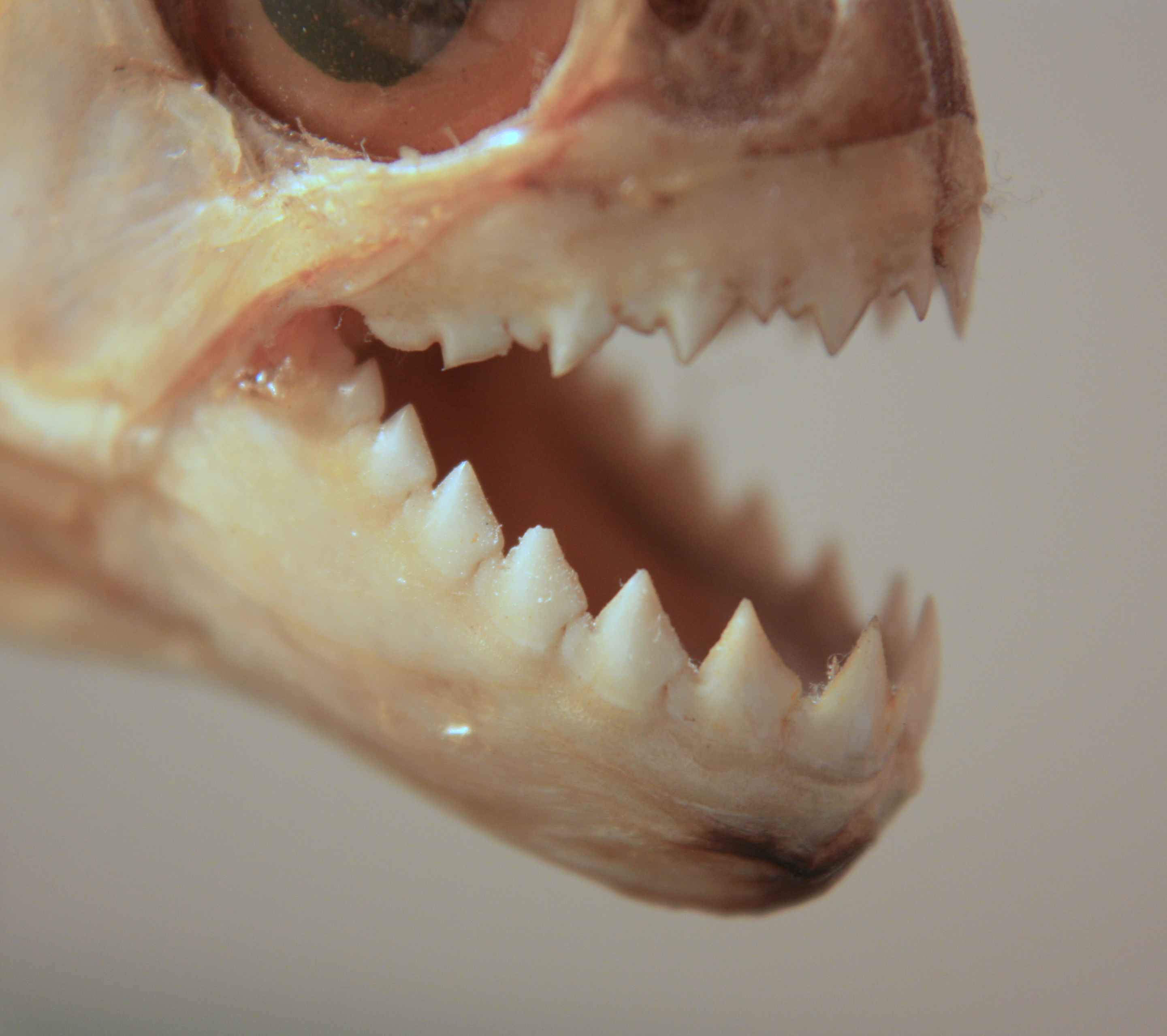
Denti di Pygocentrus nattereri

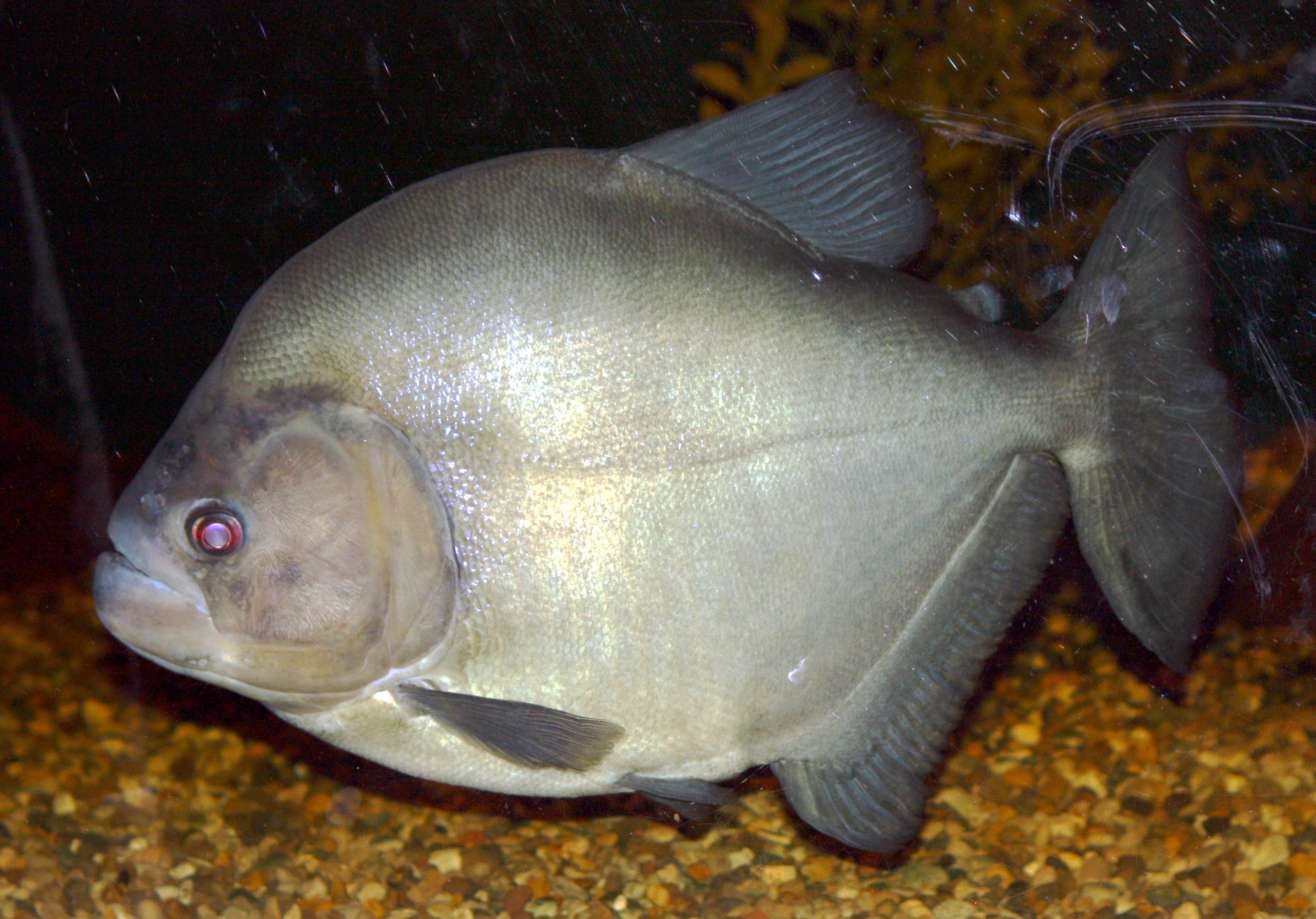
Serrasalmus rhombeus

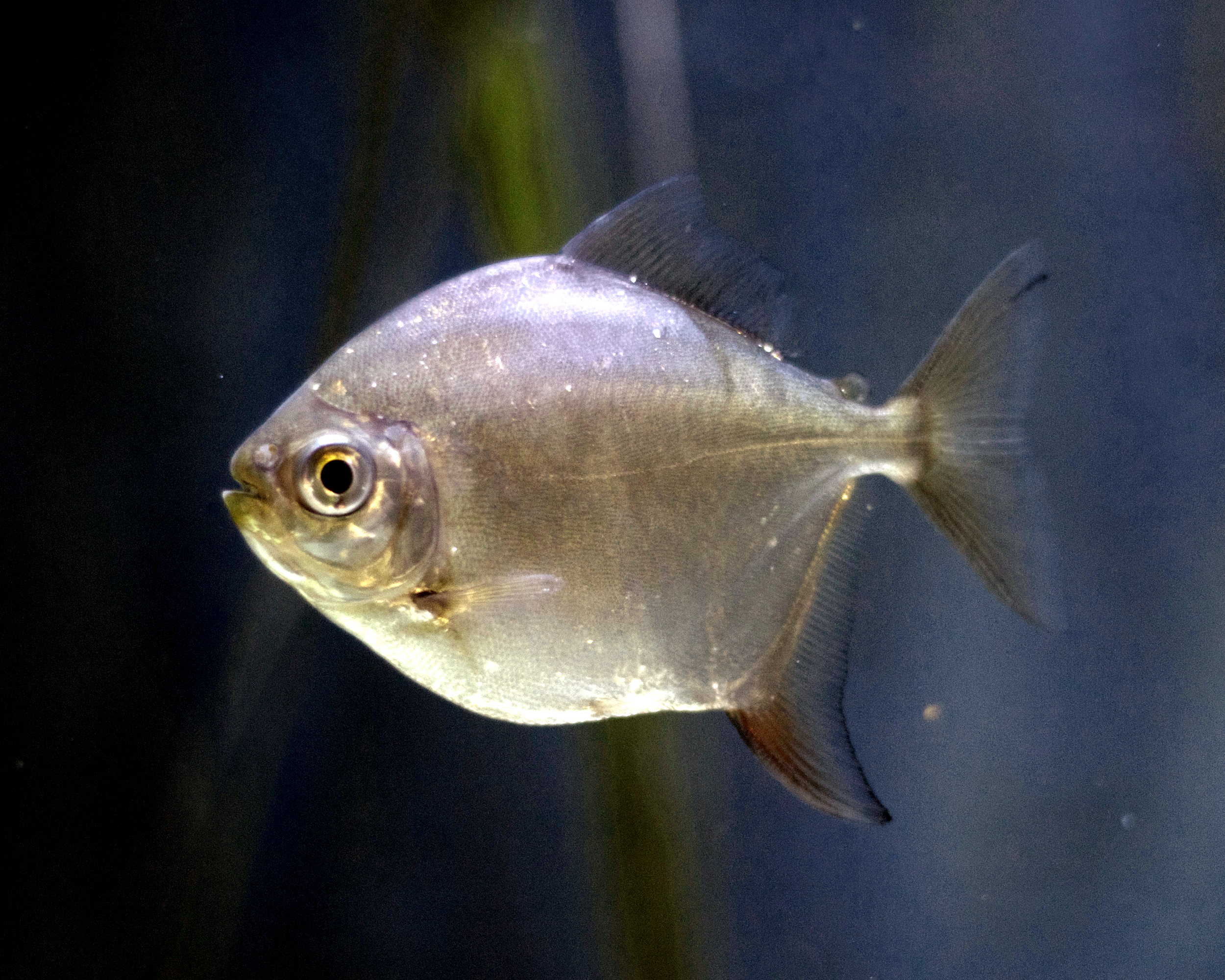
Metynnis argenteus

La forma dei serrasalmidi prevede un corpo piuttosto alto, marcatamente compresso ai fianchi, con profili dorsale e ventrale molto convessi. Le pinne sono corte e tozze, è presente la pinna adiposa. La caratteristica più distintiva della specie è senza dubbio la bocca, simile ad una tagliola. La mandibola, molto pronunciata, è armata con una fila di grandi denti triangolari, molto affilati, i cui margini coincidono perfettamente con quelli dei denti nella mascella superiore, più piccoli ma ugualmente affilati. Questa struttura, assieme ai potenti muscoli delle mascelle, rende la bocca del piranha uno strumento oltremodo efficiente, in grado di tranciare di netto e con un solo morso un boccone di carne dalla preda.
Le scaglie sono piccole, il colore varia a seconda della specie, dal verde opaco con sfumature rossicce al nero, fino a toni argentati. Rapido, a dispetto della costituzione apparentemente tozza, ha muscoli potenti e può spostarsi molto velocemente.
Le dimensioni variano dai 6 cm di Metynnis fasciatus ai 51 cm di Tometes lebaili.

## Biologia
I serrasalmidi sono pesci gregari: formano gruppi anche molto numerosi che a volte giungono a popolare interi tratti di fiume. Molto discusse le loro abitudini alimentari. Se, infatti, nell'immaginario collettivo sono dipinti come voraci cacciatori, studi e testimonianze fanno emergere dati contrastanti. In alcune zone, infatti, gli abitanti possono fare tranquillamente il bagno nei fiumi, mentre in altre sono pochi gli individui che non hanno perso almeno un dito a causa dei pesci. Fattori come il periodo dell'anno e la temperatura dell'acqua sembrano influenzare il comportamento imprevedibile dei piranha, a tal punto che uno stesso esemplare può assumere a tratti anche una dieta erbivora.
Le abitudini predatorie dei piranha sono state alcune volte esagerate; esso attacca principalmente altri pesci e piccoli animali acquatici e solo occasionalmente aggredisce i grandi animali che entrano in acqua, ma quando succede il risultato è devastante. La pericolosità di alcune specie sta nel numero: un banco medio-grande di alcune centinaia di individui può spolpare in pochi minuti una pecora o un cavallo. A dispetto però della sua cattiva fama, il piranha svolge un'importante funzione di "spazzino" del fiume, eliminando le carcasse di animali morti, evitandone la putrefazione e mantenendo pulite le acque.

## Alimentazione
La maggior parte delle specie sono predatrici, con alcune eccezioni. 

Ricerche sulle specie Serrasalmus brandtii e Pygocentrus nattereri effettuate durante le piene del lago Viana (nei pressi di Pindaré-Mirim) e pubblicate nel 2005 hanno dimostrato come questi pesci mangino sostanze vegetali in alcune fasi del loro ciclo vitale. Ciò dimostra come essi non siano pesci strettamente carnivori.

## Distribuzione e habitat
I serrasalmidi sono diffusi nelle acque dolci del Sudamerica, nei bacini idrografici del Rio delle Amazzoni, dell'Orinoco, del Rio della Plata e nei fiumi della Guyana (dove vengono chiamate Pirai) e del Paraguay.

## Generi
La famiglia comprende 98 specie, suddivise in 16 generi:
- Acnodon
- Catoprion
- Colossoma
- † Megapiranha
- Metynnis
- Mylesinus
- Myleus
- Myloplus
- Mylossoma
- Ossubtus
- Pristobrycon
- Pygocentrus
- Pygopristis
- Serrasalmus
- Tometes
- Utiaritichthys

## Reperti fossili
Reperti fossili, in particolare per i piranha, sono relativamente scarsi. La maggior parte dei fossili conosciuti sono del Miocene, sebbene alcune forme non identificate sono ritenute essere del Paleocene e due si presume che siano del tardo Cretacico. Sono stati descritti fossili della specie vivente dei Colossoma del Miocene, suggerendo che si tratti di pesci erbivori. Tutti i generi di serrasalmidi hanno avuto origine nel Miocene medio, con la possibile eccezione di tre dei quattro generi di piranha (Pygocentrus, Pristobrycone e Serrasalmus).

## Rapporto con gli esseri umani

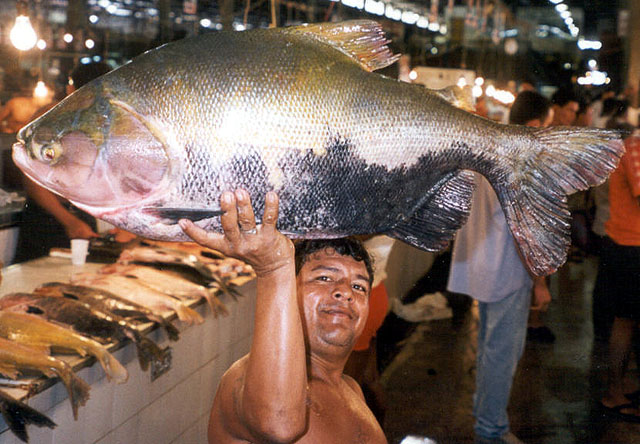
Colossoma macropomum al mercato del pesce di Manaus

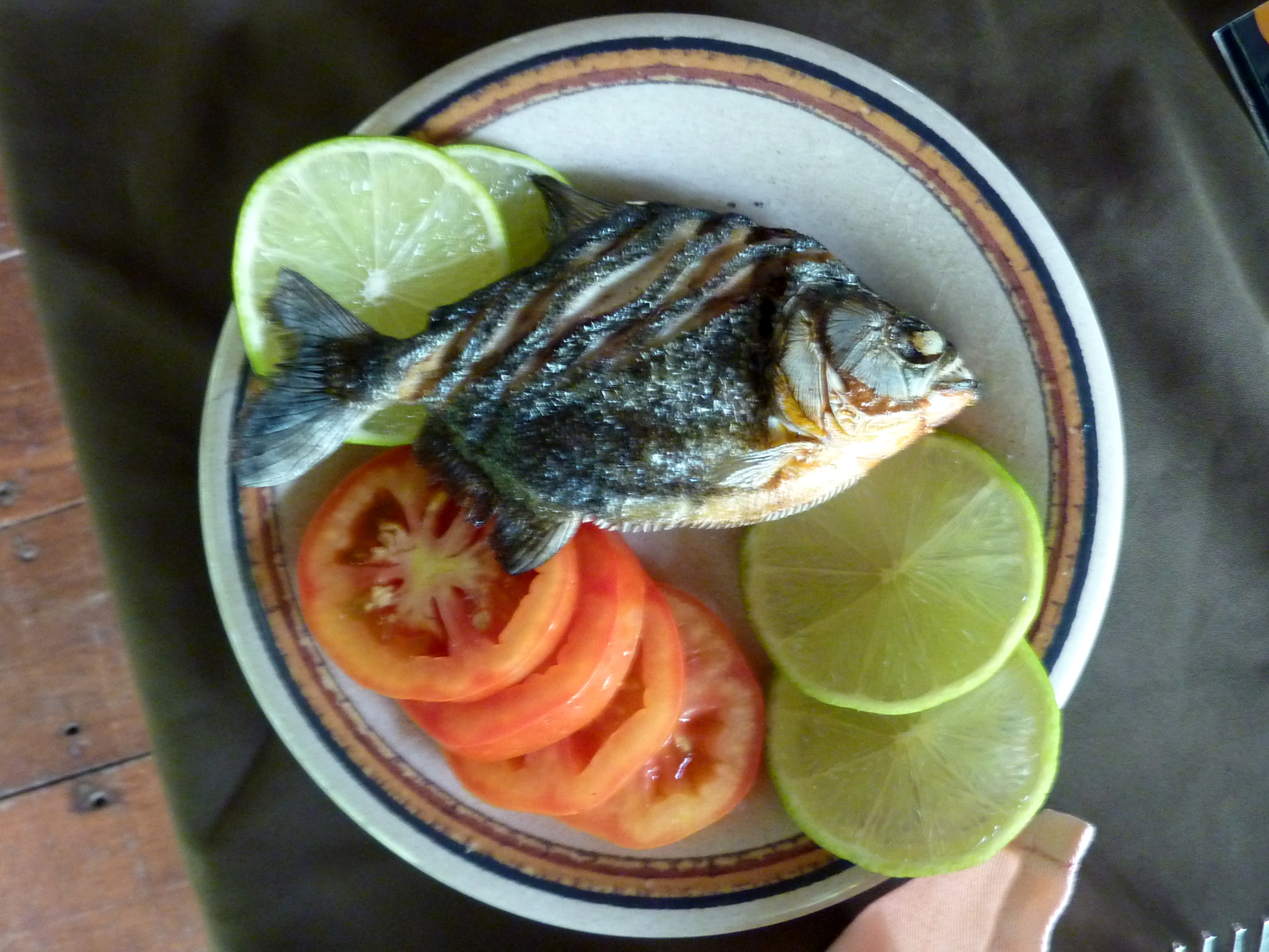
Piranha grigliato, piatto della cucina peruviana

Molti serrasalmidi sono allevati in acquari pubblici e in acquari domestici da acquariofili appassionati. Diversi pacu, come i pirapatinga e i Colossoma, sono importanti dal punto di vista economico per l'Itticoltura e l'acquacoltura.
I piranha hanno di solito un minor valore, sebbene siano comunemente consumati dai pescatori di sussistenza e siano frequentemente venduti come cibo nei mercati locali. Alcune specie di piranha appaiono occasionalmente nel commercio relativo agli acquari e, nei decenni recenti, esemplari essiccati hanno iniziato ad essere venduti come souvenir per turisti. Occasionalmente i piranha mordono e alcune volte feriscono bagnanti e nuotatori, ma attacchi seri sono rari e la minaccia che costituiscono per gli esseri umani è stata esagerata. Tuttavia, i piranha sono particolarmente fastidiosi per la pesca sportiva e commerciale poiché rubano esche, mutilano il pescato, danneggiano reti e altri strumenti e potrebbero mordere quando vengono maneggiati.

## Nella cultura di massa
Nella cultura popolare brasiliana è definito boi de piranha (letteralmente «bue da piranha») quello che in italiano è definito «agnello sacrificale».
L'espressione proviene dalle zone rurali dell'interno del Brasile, dove, al momento di dover far attraversare un fiume infestato da piragne a una mandria di buoi, i vaccari pião abbattono uno dei tori vecchi o malati, e gettano il suo corpo sanguinante nel fiume per attirare i pesci carnivori. In questo modo, la mandria e i vaccari attraversano indisturbati il fiume. 
L'espressione ha assunto nel tempo, per traslato, il livello metaforico di una persona debole sacrificabile all'interno di un gruppo per salvare la maggioranza forte. Tale traslazione ha profonde radici nella moderna cultura materialista brasiliana.

## Piranha nel cinema
- Piranha, Piranha! (1972)
- Piraña (Piranha) (1978)
- Killer Fish - Agguato sul fondo (Killer Fish) (1979)
- Piraña paura (Piranha II: The Spawning) (1982)
- Piranha - La morte viene dall'acqua (Piranha) (1995, film TV)
- Viaggio al centro della Terra 3D (Journey to the Center of the Earth) (2008)
- Piranha 3D (2010)
- Mega Piranha (o Megapiranha) (2010) (mockbuster del remake del 2010)
- Piranha 3DD (2011)